# Gomes de Sequeira
Gomes de Sequeira va ser un explorador portuguès de principis del segle xvi. El 1525 va ser enviat pel governador de les Moluques, Jorge de Meneses al descobriment dels territoris situats al nord de l'arxipèlag, arran d'una sol·licitud de revisió dels territoris d'Espanya i Portugal coberts pel Tractat de Tordesillas. Com pilot d'una expedició comandada per Diogo da Rocha van ser els primers europeus a arribar a les illes Carolines, un arxipèlag de l'oceà Pacífic situat al nord-est de Nova Guinea, que llavors s'anomenaven "Illes de Sequeira". Alguns historiadors han suggerit que Gomes de Sequeira podria haver navegat fins a la costa nord-est d'Austràlia en les seves exploracions, tot i que aquesta és una teoria molt controvertida.